# Сухменский сельсовет
Сухменский сельсовет — упразднённые административно-территориальная единица и муниципальное образование со статусом сельского поселения в составе Половинского района Курганской области.
Административный центр — село Сухмень.
9 января 2022 года сельсовет был упразднён в связи с преобразованием муниципального района в муниципальный округ.

## История
В соответствии с Законом Курганской области от 6 июля 2004 года № 419 сельсовет наделён статусом сельского поселения.
Законом Курганской области от 3 апреля 2019 года N 24, в состав Сухменского сельсовета включены оба населённых пункта Привольненского сельсовета.

## Население
| 1989 | 2002 | 2004 | 2010 | 2012 | 2013 | 2014 |
| ---- | ---- | ---- | ---- | ---- | ---- | ---- |
| 963  | ↘774 | ↘668 | ↘511 | ↘490 | ↘449 | ↘403 |
| 2015 | 2016 | 2017 | 2018 | 2019 | 2020 |      |
| ↘378 | ↘353 | ↘341 | ↘332 | ↘318 | ↗511 |      |

## Состав сельского поселения
| № | Населённый пункт | Тип населённого пункта       | Население |
| - | ---------------- | ---------------------------- | --------- |
| 1 | Нахимовка        | деревня                      | ↘20       |
| 2 | Сухмень          | село, административный центр | ↘380      |
| 3 | Чернавчик        | деревня                      | ↘111      |
| 4 | Воздвиженка      | деревня                      | ↘92       |
| 5 | Привольное       | село                         | ↘275      |